# Мовчан Раїса Валентинівна
Раїса Валентинівна Мовчан (нар. 8 листопада 1956 року, смт Макарів, УРСР, СРСР) — українська літературознавиця, доктор філологічних наук (2009), професор (2012), провідний науковий співробітник відділу української літератури ХХ ст. Інституту літератури ім. Т. Г. Шевченка НАН України. Авторка підручників, посібників та хрестоматій з української літератури.

## Біографічні дані
Народилася 8 листопада 1956 року у смт Макарів, Київської області.
У 1979 році закінчила Київський університет. До 1992 року працювала в Центральному державному архіві-музеї літератури і мистецтва України.
- З 1991 по 1993 — викладач кафедри теорії літератури;
- з 1992 по 1998 — старший науковий співробітник Інституту українознавства Київського університету;
- з 1993 по 2004 — доцент кафедри української літератури Національного педагогічного університету;
- водночас з 1998 — в Інституті літератури НАНУ: від 2010 — провідний науковий співробітник відділу української літератури 20 сторіччя.

Авторка підручників «Українська література» для 5-го (2005–10), 6-го (2006–2011), 7-го (2007, 2011) класів, співавторка та науковий редактор — для 11-го (1998–2002, 2011) класу, хрестоматій та посібників, а також розробник, керівник груп укладачів програм із української літератури для 5–11(12), 5–9, 10–11(12), 8–9 класів загальноосвітніх навчальних закладів (2001–17).

### Наукові інтереси
Досліджує історію української літератури ХХ століття; явище модернізму та джерельна база історико-літературного процесу цього періоду, джерелознавство, постколоніальні студії, проблеми української літератури у середній школі.

## Основні праці
Основні праці, за ЕСУ:
- Українська проза ХХ століття в іменах. К., 1997;
- Український модернізм 1920-х: портрет в історичному інтер’єрі. К., 2008;
- Стильова палітра української прози першої половини ХХ століття. К., 2009;
- Трансформації національної літературної освіти в контексті сучасного українського суспільства // Укр. трансгресії ХХ–ХХІ ст. Вроцлав, 2012;
- Маскулінний дискурс в українській літературі в добу зрілого модернізму 1920-х років // Перехресні стежки укр. маскулін. дискурсу. К., 2014;
- Валерій Шевчук – митець слова і вчений // Studia Polsko-Ukrainskie. Warszawa, 2014;
- Самі про себе. Автобіографії українських митців 1920-х років. К., 2015;
- «Кобзар на мотоциклі» як генераційний концепт доби «розстріляного відродження» // Постколоніалізм. Генерації. Культура. К., 2016;
- Візуальні форми та їх роль у модерністському романі // СіЧ. 2018. № 11; У пошуках архітвору (З історії української літератури ХХ століття). К., 2018.

## Відзначення
- 2010, лауреат премії імені Сергія Єфремова за монографію «Український модернізм 1920-х: портрет в історичному інтер’єрі»
- 2020, лауреат премії НАН України імені Івана Франка[4]